# Поляки в Києві
Поляки — один з західнослов'янських народів, який внаслідок сусідства з українцями, панування на їхніх землях, а пізніше — боротьби за свою незалежність залишили багато слідів в історії України, зокрема Києва. Наразі вони становлять одну з національних меншин, які творять багатокультурне обличчя Києва.

## Найдавніші часи: X-XIII ст.
Розташування Києва на перехресті двох найважливіших торговельних шляхів з Скандинавії до Візантії і зі Сходу до Західної Європи сприяло появі тут купців, ремісників, культурних діячів з різних країн. Що ж стосується поляків, то їх держава  під владою Пястів розвивалася майже синхронно з Руссю, підтримуючи з нею постійні контакти. Часом це були союзи та династичні браки, часом відверті війни за приналежність прикордонних, а відповідно спірних земель, таких як Червенські городи. Польські князі та королі втручалися у внутрішні справи Русі, коли на заклик своїх родичів з династії Рюриковичів не тільки ходили утверджувати їх на київському великокнязівському столі, але й принагідно розповсюджували свою владу на найбільш західні землі Русі. Саме так виглядали походи князів Болеслава Хороброго 1018 р. та Болеслава Сміливого на Київ в 1069 та 1077 рр..
В давньоруському Києві наявні пам'ятки, які пов'язані з західною церковною традицією та поляками:

Спроба реконструкції Лядської брами

В десятинній церкві Володимир зберігав реліквію привезену з візантійського Херсонеса – мощі четвертого папи римського Климента.

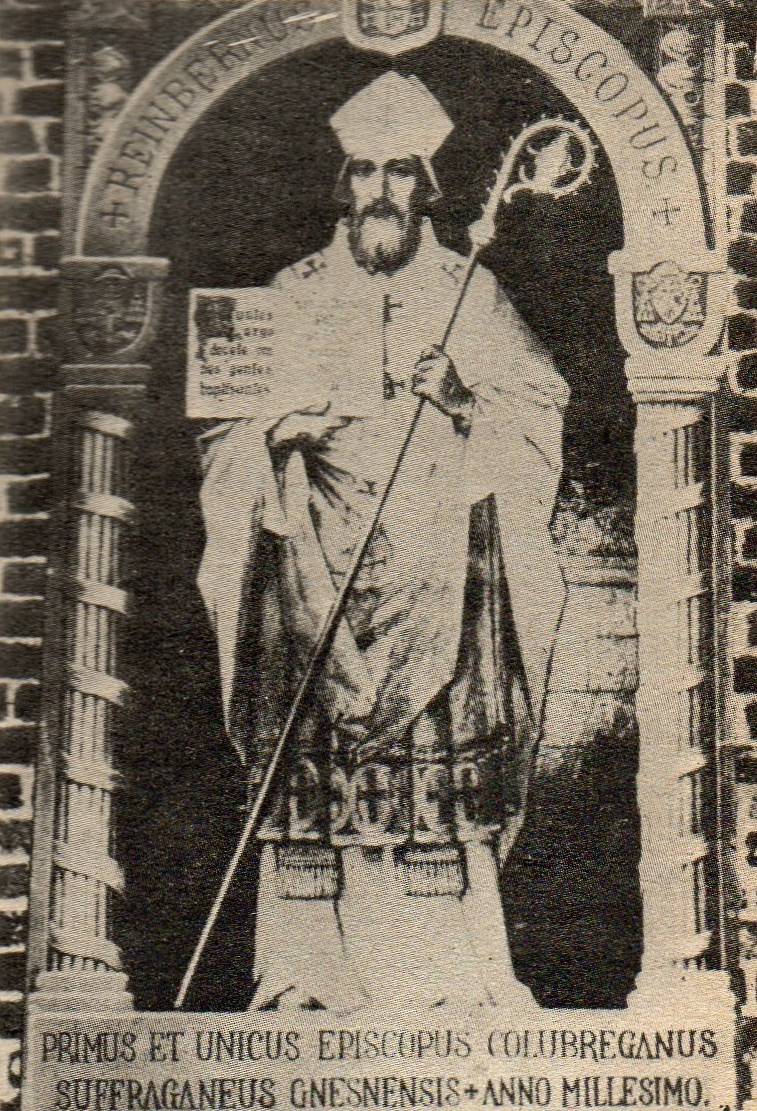
Єдиний єпископ Колобжегу – Рейнберн, імовірно закінчив своє життя в київському порубі. Портрет в костелі в Колобжегу

З Києвом та Руссю ХІ ст. пов’язана історія першого і єдиного єпископа Колобжегу – Рейнберна. Рейнберн супроводжував польську принцесу до шлюбу з Святополком Ярославичем, а потім прибув разом з нею до Турова. Тут він розпочав проповідувати католицизм. Джерела повідомляють що Рейнберн готував змову з метою переходу на латинський обряд з приходом до влади свого спільника – Святополка. Змова була розкрита, після чого великий князь Володимир кинув Святополка з дружиною і їх духовником до київської в’язниці.
Не пізніше другої половини XII ст. у Києві у зв’язку з активізацією торгових зв’язків міста з Віднем та Регенсбургом формується постійна колонія купців-католиків зі своїми храмами на торговельних подвір’ях. Ці храми спочатку знаходилися під опікою бенедиктинців з шотландського абатства у Відні (припускають, що їх кляштор знаходився у торговельній колонії поляків біля Лядської брами), а потім – домініканців. Зараз важко встановити з якого домініканського осередку походили брати, які заклали перший католицький монастир у Києві: з Польщі, чи з Братства Пілігримів (Societas Fratrum Peregrinantium), заснованого Яном XXII, ченці якого були переважно німцями. У 1174 р. католики у Києві були обкладені податком.
Літопис свідчить, що Лядська брама була дерев’яною і слугувала головним в’їздом до міста з південного сходу. Починаючи у ХІХ ст. дослідники історії Києва пов’язували походження назви Лядської Брами з “ляхами” – поляками.
Інший популярний польський переказ пов'язаний з Золотими воротами. Великопольська хроніка  повідомляє що коронаційний меч був пощерблений, коли Болеслав І Хоробрий ударив ним о Золоті Ворота в’їжджаючи Києва у 1018 р., тому він зветься Щербець. Насправді, і Золоті ворота побудовано пізніше, і меч відомий лише з ХІІІ століття.
На початку 40-х рр. ХІ ст. Ізяслав Ярославич був одружений з Гертрудою – донькою Мешка ІІ. Ізяслав використав це рідство двічі, організовуючи походи Болеслава ІІ Сміливого на Київ. У випадку цих походів не йшлося про польське захоплення Русі, бо польський король добре розумів неможливість поширення сюди своєї влади. Він лише виконували свої родинно-союзницькі зобов’язання та переслідував  локальні цілі пов’язані з приналежністю прикордонних територій.
В давньоруському Києві було кілька католицьких костелів. Про це свідчить літописне повідомлення про погром міста військом князя Рюрика Ростиславича разом з половцями у 1203 р., коли “гості, іноземці різних народів, заперлися у церквах, і (нападники) подарували їм життя, а товар з ними розділили навпіл” .
Єдиним католицьким храмом Києва, чия історія документально засвідчена з передмонгольських часів, був храм Пресвятої Діви Марії. Він вже існував, коли у 1222/23 р. польський місіонер з Кракова Яцек Одровонж заснував при ньому домініканський конвент (монастир).
Св. Яцек та брати Годин, Флоріан та Бенедикт створили монастир при костелі Пресвятої Діви Марії з дозволу київського князя Володимира Рюриковича, який був прихильний до проповідника. Адже той начебто вилікував його доньку. Цей київський монастир був другим на Руських землях, після галицького. Після 4 років служіння Яцек пішов з Києва, залишивши Година на чолі київської громади. Після нього останній пріор Мартин з Сандомира керував кляштором до 1233 р., коли київський князь Володимир Рюрикович наказав домініканцям залишити місто. Католицька громада Києва не припинила свого існування у 1233 р., проте мала духівників з Сандомира. Трохи згодом домініканці повернулися до міста. Після Батиєвого погрому доля домініканського храму невідома. Залишки цього костелу давньоруського часу найчастіше асоційовані з фундаментами єдиної у Києві споруди кінця XII — початку XIII ст., де застосоване тесане каміння, яка була знайдена у 1955 р. поблизу будинку по вул. Борисоглібській, 11. Православні згодом забрали цю ділянку і збудували тут Борисоглібську церкву.
Другим достовірно відомим католицьким храмом домонгольського часу, який знаходився у Верхньому місті був Катерининський  костел. Вперше про руїни цього храму згадує Еріх Лясота у 1594 р.: “неподалік церкви св.Софії була церква св. Катерини, нині вона зовсім зруйнована, залишився тільки шматок стіни”. Католицький єпископ Кшиштоф Казимирський у 1600 та 1602 рр. скаржився, що київські міщани розбирають мури “костьолу фарного титулу св. Катерини” (фарний костьол — головний храм міста). Імовірно, цей храм вже існував у 1203 р., коли, за літописом, іноземні купці вимушені були сховатися у своїх церквах від вояків Рюрика Ростиславича. Як зазначає Г. Ю. Івакін він загинув десь в XV ст. Більшість дослідників ототожнюють з католицькою церквою св. Катерини фундаменти ротонди, досліджені по вул. Володимирській, 3. Архітектурний тип круглої в плані споруди з єдиним центральним стовпом, на який спиралося перекриття, знаходить прямі аналогії саме серед католицьких храмів Центральної та Північної Європи..

## В часи Великого князівства Литовського-Речі Посполитої: XIV ст. -1654 рр.

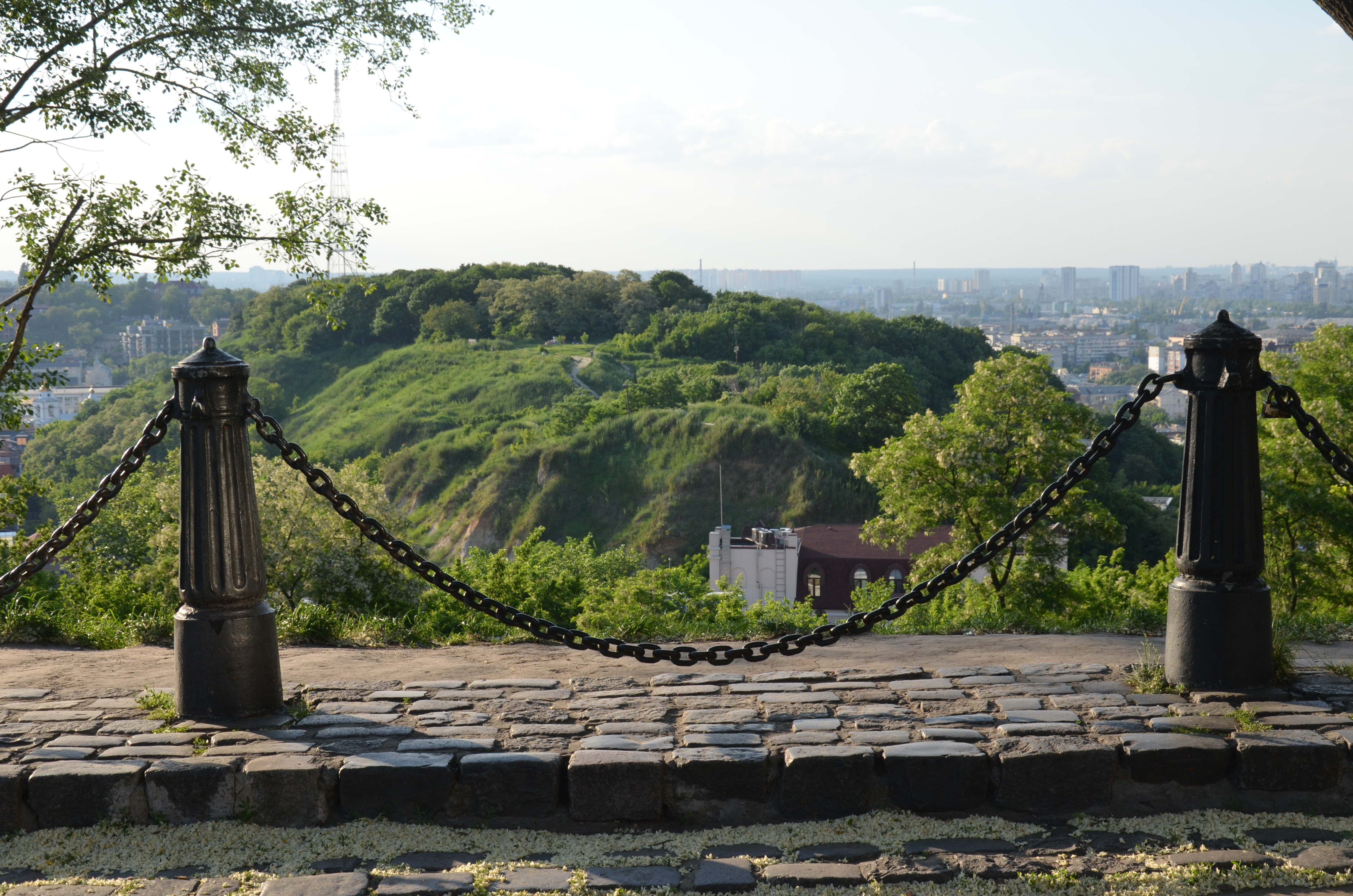
Замкова гора у Києві

Загалом про католиків у ранньому пост-давньоруському Києві відомо не багато. 18 січня 1331 р. завдяки постійним старанням київських католиків та толерантній політиці міської влади Київ став столицею єпископства. Функції першого київського єпископа виконував домініканець Генрик (німець), який імовірно ніколи не дістався до Києва. Наступними єпископами були вже переважно поляки. У 1371-1378 рр. цю посаду займав Якуб, а за ним домініканець Микола, а пізніше в 1381-1395 рр. – Пилип. Насправді багато поляків з’явилося у місті після 1385 р., коли Польща та Литва уклали Кревську унію.
Домініканці повернулися до міста за різними даними від кількох років після монгольського нашестя аж по наступне XIV ст. Відбудований домініканський костел розташовувався вже не на вулиці Борисоглібській (куди згодом, імовірно, прийдуть єзуїти), а по вул. Притисько-Микильській (одна з найдавніших вулиць Подолу траса якої зберігається незмінною і в наш час). Наявні відомості, що разом з домініканцями прибули і францисканці.
У 1412 р. новим єпископом київським став Мартин Тшаск. Тоді ж дерев’яний костел домініканців був підвищений до рангу кафедрального. Невдовзі після цього посаду намісника (за новішими даними навіть князя) довірили Андрію Олельковичу Гольшанському, дочка якого Софія у 1422 р. вийшла за Владислава Ягайла.

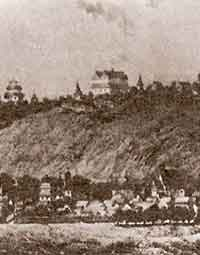
Київський замок на малюнку А. Ван Вестерфельда, 1651 р.

Зважаючи на ріст автономічних настроїв серед руської шляхти з центром у Києві, польський король Казимір IV Ягеллончик скористався з передчасної смерті київського князя Семена Олельковича та у 1471 р. ліквідував Київське князівство, перетворивши його на воєводство. Тож київський замок став резиденцією Київського воєводи. На початку XVI ст. відбудована фортеця на Замковій горі, за словами польського хроніста М. Мєховського, була з дубового дерева. Перебування Києва під владою литовських князів сприяє збільшенню в ньому кількості поляків.
У замку знаходився невеликий костьолик. Він вперше згадується у люстрації (описі) 1552 р., але існував і раніше. Можна висловити припущення, що його заснував у 1470-ті роки перший київський воєвода — католик Мартин Гаштольд, брат якого був київським єпископом. Костел, згаданий у люстрації, очевидно з’явився під час відбудови київським городничим Іваном Служкою замку, спаленого 1482 р. Менглі-Гіреєм. Впродовж XVI ст. католиків у місті було дуже мало, через що замковий костьол прийшов до занепаду. Йосиф Верещинський у 1595 р. згадує тільки “капличку в замку, у якій замкові урядники, через зневагу до неї, зачиняли своїх коней”. Очевидно, ця капличка згоріла під час пожежі замку 1605 р. Інвентар (опис) 1619 р. про неї не згадує. Тільки під час воєводства ревного католика Януша Тишкевича (1627—33) знову споруджується замковий костьол. Православні закидали Тишкевичу, що він зробив це на місці православної церкви. Востаннє костьол у замку згадується у 1640-ві рр.
З часом все більшу роль відігравав католицький єпископ київський, який після прийняття Люблінської унії 1596 р. та приєднання Києва до польського королівства входив до складу Сенату Речі Посполитої.
Київський єпископ Ю. Верещинський свідчив, що станом на 1595 р. у Києві діяв лише костел домініканців, і що чотири інші костели лежали в руїнах. Це звичайно є перебільшенням. Відбудований домініканський костел по вул. Притисько-Микільській у Києві описано в люстрації 1569 р. Після спустошення старого конвенту домініканців, монастир було перенесено «під замок на Житній торг» (Житній торг був частиною ринку на сучасній Контрактовій площі). Новий дерев’яний костьол освятили на честь св. Миколая. Мартин Груневег бачив його у 1584 р. «вліво від торгової площі, де напевне знаходилася колонія чи інше місце помешкання католиків». Він же пише, що цей костьол разом з монастирем згорів через необережність, коли пріором був Іорданій Ковальковський.
У 1608 р. посаду київського воєводи зайняв Станіслав Жолкевський, а через 10 років Томаш Замойський. Кількість поляків та католиків в складі населення Києвоподолу зростала. Поляки поступово увійшли до всіх соціальних груп населення Києва. Переважно саме з них складалася залога і замкові урядовці, виключно вони становили католицьке духовенство міста, великий відсоток їх був серед шляхти. Разом з тим, поляки значаться і серед міщан. Втім, на відміну від інших міст Речі Посполитої у Києві полякам та католикам так і не вдалося увійти до Київського магістрату, більшість чиновників якого, починаючи від війта і закінчуючи простими службовцями тут були православні русини-українці. На стіні південного вівтаря київської Кирилівської церкви зберігся епіграфічний запис: "Святий Боже змилуйся… Рік 1562, березня місяця, 1 дня" польською мовою. Збільшення кількості поляків у місті було пов’язано з зростанням його торговельного значення, а також зростанням впливу католицької церкви. Досить багато шляхетських родин оселилося у Києві і на Київщині після 1590 р. коли сейм постановив роздати колоністам з Польщі землі, які називали пустинними. Окрім осіб шляхетського походження почали прибувати також прості польські селяни, ремісники та міщани. З 1576 р. в місті відбувалися сеймики польської шляхти.. 

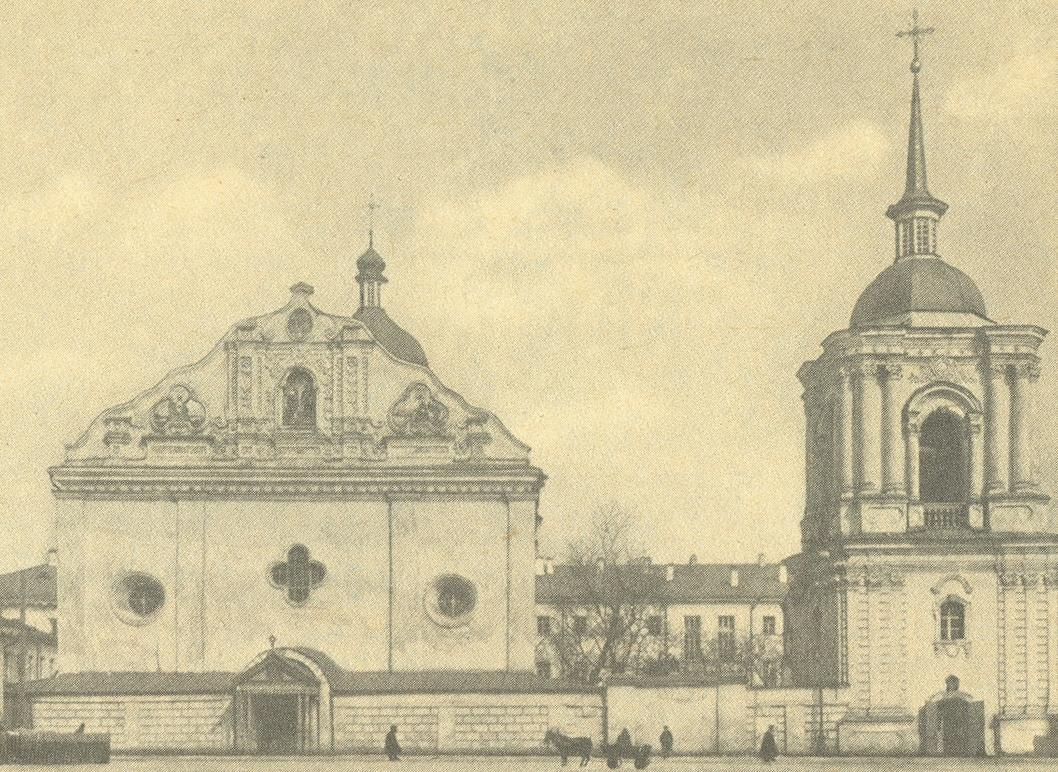
Мурований домініканський костел розташовувався на вулиці Притисько-Микільській, навпроти дзвіниці Флорівського монастиря.

у 1614 р. за ініціативи київського католицького єпископа Кшиштофа Казимирського розпочато побудову нового мурованого костелу св. Миколая ордену домініканців навпроти сучасного Флорівського монастиря. Спонсорами виступили брати Аксаки та князь Ружинський. Фундатори подарували монастирю шість чиншових дворів, розташованих ліворуч від нього та на вулиці, що вела від двору біскупа до Воскресенської церкви (суч. пров. Хорива). Поруч розташовувалися склеп (крамниця) з льохами, де зберігалися монастирські меди, які реалізували на Житньому ринку. Рештки цього трикамерного склепу були випадково знайдені в 1880 р. напроти олтаря церкви Миколи Притиска. Рештками цвинтаря домініканського монастиря можливо є виявлені поховання без трун та інвентарю на перехресті Контактової площі, вул. Спаської та Костянтинівської. Внаслідок реставрації 1691-95 рр. колишній костьол було перетворено на православну церкву св. Петра і Павла, при ній засновано монастир. На плані І. Ушакова ж він вже виступає як православна Петропавлівська церква. Розібраний в 1935 р..
Зростання польської громади Києва призвело також до будівництва кафедрального костьолу. Г.Л. де Боплан згадує, що цей костел було збудовано на території біскупського двору. Цей головний храм римо-католицької громади Києва у XVII ст. освячений на честь Діви Марії стояв на місці сучасного Житнього ринку.  Часто вказується, що цей костел був знищений козаками Б. Хмельницького. А. Реутов зазначає, що остаточно розібрали костьол, очевидно, внаслідок царського указу 1660 р., яким католикам заборонялось жити у Києві. За документом 1690 р., на місці “костьолу польського, Мнішком збудованого”, була вже одна з міських торговельних (громадських) лазень. Як зазначає О. Попельницька, незважаючи на це, на плані Києва Галларта 1706 р. на території колишнього біскупського містечка все ще показана будівля з двоскатним дахом та башточкою (аналогічно до зображення на малюнку Вестерфельда), що інтерпретується О. Попельницькою як кафедральний костел. Вона вважає, що цей костел проіснував щонайменше до пожежі 1718 р., після якої був розібраний. На плані 1803 р. його зображення відсутнє.
Рештки кафедрального костьолу досліджено Г. Івакіним у 1973-74 рр. під час будівництва Житнього ринку. У фундаментах споруди широко застосовувалися будівельні матеріали з руїн давньоруських храмів, зокрема з Десятинної церкви. 

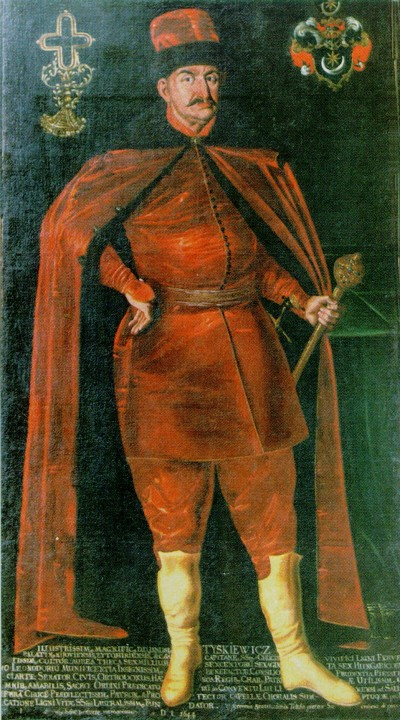
Януш Тишкевич – київський воєвода і покровитель єзуїтів

Значна частина Подолу перейшла до відання київського католицького біскупа (єпископа). Першою згадкою про ці володіння - Біскупщину - є «Опис Київського замку» 1552 р., в якому згадується шістнадцять дворів «міщан біскупових». Натомість існування окремої біскупської юридики – «Біскупщини» стверджує судовий вирок Сигізмунда III у справі земельного конфлікту між київським католицьким єпископом та київським магістратом від 1602 р., в якому справа з створенням Біскупського містечка була подана, як його відновлення в «колишніх» межах. Біскупське містечко утворилося стараннями київського католицького єпископа Кшиштофа Казимирського. Розглядаючи володіння католицького єпископа в Києві не слід плутати Біскупське містечко, розташоване на ділянці Подолу з історичним поняттям Біскупщини, як юридики – тобто загальної території Подолу та передмість, яка була закріплена за біскупом підлягала його юрисдикції. Біскупське містечко було міцно укріплене двома лініями Фортифікацій. Поза ним біскупу належали також землі вздовж Овруцького (на плані 1695 р. – Вишгородського) шляху та під Замковою горою. Сам біскуп в 1602 р. говорив про них так: «київським біскупам здавна належали як міщани в місті, так ґрунт від Скавики (Щекавиці – авт.) до Дніпра». Таким чином, власне біскупські земельні володіння – «Біскупщину» формували передмістя Подолу, зокрема сучасні Кожум’яки під Замковою горою (тоді незаселені, по 1648 р. вилучені на користь магістрату та заселені) та розташовані за Глибочицею заплавні території. На останніх після отримання біскупом права селити на своїх землях рибалок та різників станом на XVII ст. виникли поселення М'ясники – під Щекавицею та Рибалки в районі суч. вул. Введенської. Мешканці поселення Рибалки після заснування в 1623 р. бернардинського монастиря сплачували на його утримання «рибну десятину». Окрім того з усіх своїх підлеглих біскуп збирав мито на утримання кафедрального костелу та свого двору.
У тогочасному Києві існували також бернардинський костел (в кварталі праворуч церкви Миколи Доброго) та єзуїтський костел (або на місці давньоруського костелу домініканців, або на сучасній вулиці Покровській). Бернардинський костел згорів під час пожежі 1651 р.  Відомості про єзуїтський костел є досить обмеженими. Відомо лише, що єзуїтська резиденція з’явилася у Києві 1620 р. Втім, як зазначають польські джерела, єзуїти тоді тулилися у домініканців. У 1623 р. єзуїти перемістилися до єпископського містечка Фастова, де з 1625 р. почала діяти колегія середнього типу зі школами граматики, поетики і риторики. Після 1633 р. єзуїти знову повертаються до Києва, розмістившись в будинку, купленому для них Янушем Тишкевичем, тодішнім київським воєводою. Недалеко від бернардинів, на тій же Покровській вулиці, на території садиби Покровської церкви знаходилася також вірменська церква Різдва Богородиці .
Величезне значення не тільки для релігійної боротьби, але й подальшого розвитку просвітництва та науки в Україні, стало створення козацько-міщанською православною опозицією у 1588 р. братства.  Братство в подальшому діяло при закладеному в 1615 р. Богоявленському монастирі. Важливим стало також відкриття при братстві у 1632 р. Києво-Могилянського колегіуму. Саме з цього часу серед мешканців Подолу з’являються неспокійні бурсаки. Проявом визнання заслуг колегіуму була передача у 1651 р. Б. Хмельницьким Братському монастирю величезних володінь домініканців навколо Києва.
У грамотах київського воєводи та польських королів вперше згадується Труханів острів на Дніпрі
На піку своєї могутності у середині XVII ст. поляки становили ледве 19% мешканців Києва (разом з жовнірами – залогою Київського замку). Релігійний та соціальний гніт призводив до все більших і кривавіших козацьких повстань. У червні 1592 р. повстанці К. Косинського, підтримані міщанами, обложили Київський замок. За словами самого київського воєводи князя К. Острозького, «козаки не раз підступали до міста і замку, захопивши кращі гармати, порох і всяку стрільбу». Тодішнє місто – Києвоподіл уникнув розорення лише завдяки католицькому київському єпископу Ю. Верещинському, який виступив посередником поміж воєводською адміністрацією та козаками. 1593 р. козаки знову обложили Київський замок. Брав Київ і Северин Наливайко в 1596 р. 1648 р. по битвах під Жовтими водами та Корсунем, Київ опанували козацькі загони під керівництвом Данила Нечая.
У 1651 р віленський польний гетьман Януш Радзівіл зі своїми військами на короткий час опанував Київ, спалив значну частину Подолу зокрема дерев'яний бернардинський костел. Награбоване у Києві литвіни намагалися перевозити стругами, але козаки шість таких стругів захопили. Відбулася також річкова битва поблизу Труханового острова.
Кінець польського панування в Києві прийшов після Андрусівського перемир’я 1667 р. та поділу України на правобережну та лівобережну, за яким Київ відійшов до Московського царства.

## Поляки в Києві в 1654-1890-ті рр.
Кількість поляків у Києві почала знову зростати після 1796 р. за панування царя Павла І. Він проводив більш ліберальну політику, випустив ув’язнених учасників повстання Костюшка, а також дозволив відродження польської освіти. Полякам також повернули право обіймати державні посади, в державних органах Києва зменшувалася кількість чиновників російського та українського походження, збільшувалася — польського. У Києві почали постійно проживати родини Ржевуських, Грохольських, Дульських, Олізарів.
Під час панування Павла І польській громаді Києва дозволено також побудувати перший, починаючи з XVII ст. (1660—1799), костел на честь св. Миколая на сучасній Печерській пл., на місці ринку біля Печерського універсаму; фасад виходив на продовження червоної лінії непарного боку нинішньої вул. Копиленка. Костьол згорів 1817 р., після цього був заснований сучасний Олександрівський костьол. В 1837 р. на місці колишнього печерського костелу було зведено невелику православну церкву св. Ольги.
На мапі Києва 1781-1787 рр. поблизу укріплень Нової Печерської фортеці показано цвинтар, де імовірно знаходилися і католицькі польські поховання. Другим цвинтарем, де ховали представників різних конфесій, зокрема поляків-католиків стало Байкове кладовище.

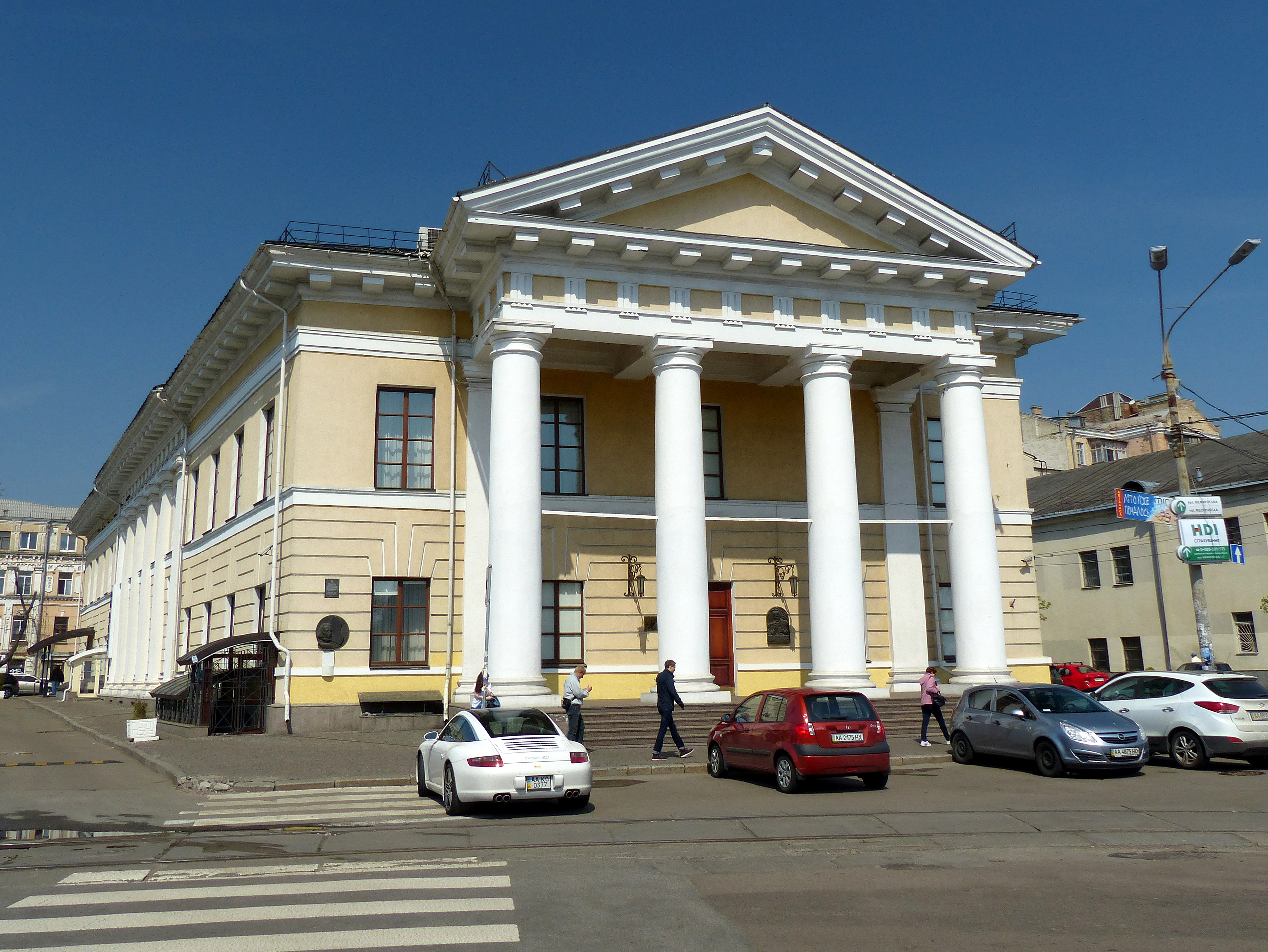
Контрактовий будинок, Межигірська вул.;1-1

З кінця XVIII ст. у зв’язку з ростом популярності київського Контрактового ярмарку до Києва приїжджали і все частіше оселялися поляки: поміщики, купці, ремісники та урядники. З Контрактовим ярмарком пов’язано і перебування у Києві класика польської поезії Адама Міцкевича. Він відвідав Київ у лютому 1825 р. Окрім А. Міцкевича на Київських контрактах побував Й. І. Крашевський. Тут давали концерти польські музиканти Г. Венявський, К. Ліпінський та ін. Пам'яткою пов'язаною з ними є Контрактовий будинок.
30 січня 1812 р. з ініціативи Тадеуша Чацького у Києві було відкрито першу чоловічу гімназію з польською мовою навчання.
Ще більше поляків з’явилось у Києві після придушення листопадового повстання і створення тут в 1834 р. університету. Важливу роль у становленні Київського університету відіграло перевезення сюди усієї матеріально-технічної бази Кременецького ліцею та, імовірно, Віленської духовної академії, які були зачинені після листопадового повстання 1831 р. Перші свої приміщення університет орендував на суч. вул. Круглоуніверситетській. Основу книгозбору нового університету становили книжки з Віленської духовної академії. Потрапила сюди і бібліотека останнього короля Польщі Станіслава-Августа Понятовського.

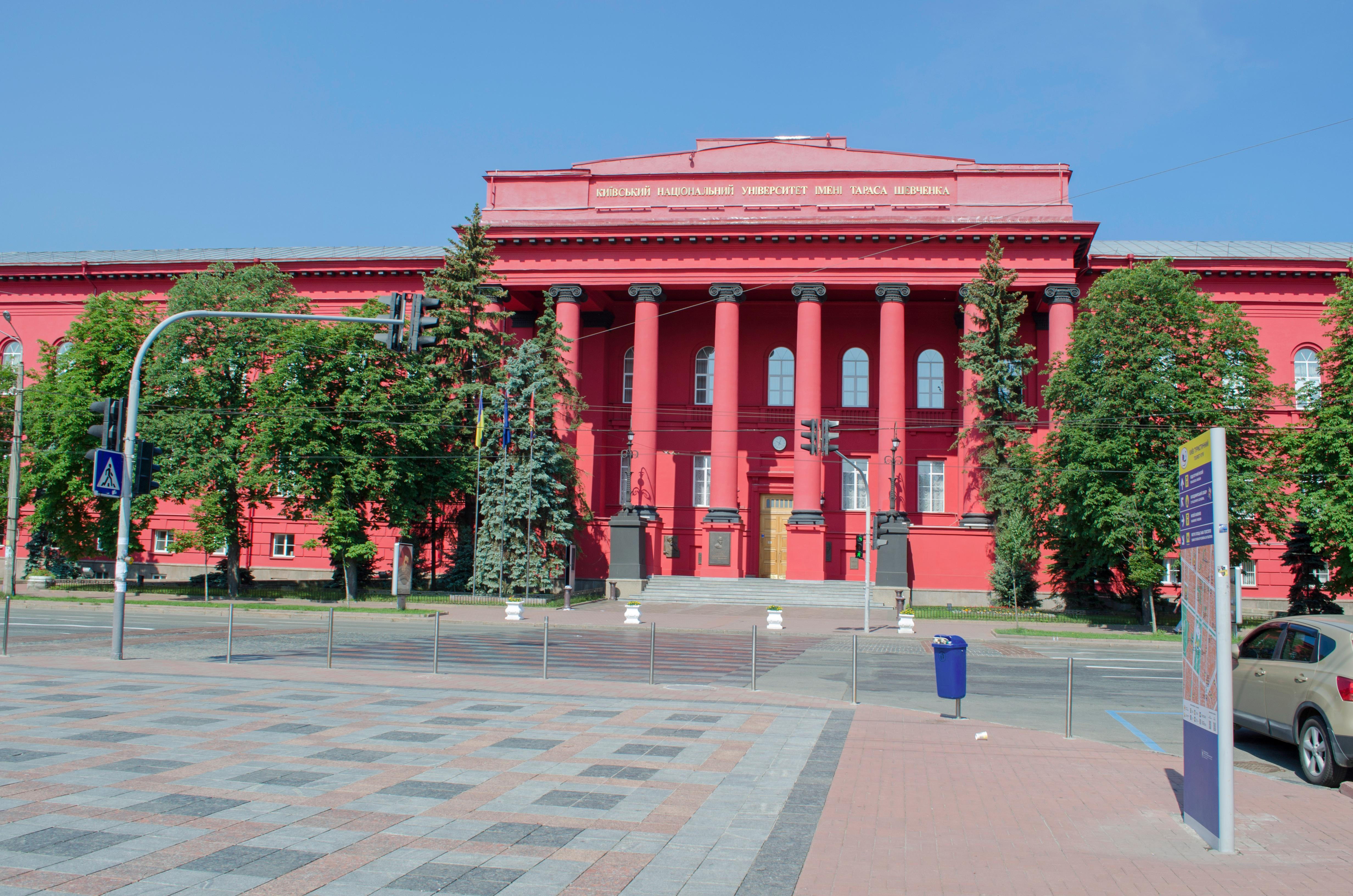
З самого початку існування Київського університету поляки становили значну частину його викладачів та студентів

Близько 20 % викладачів двох найперших факультетів новоствореного університету - правничого та філософського - становили поляки (часто представники спольщених руських родів). Серед них були математики Стефан Вижевський (Stefan Wyżewski), Гжегож Хречин (Grzegorz Hreczyn), фізик Ігнатій Абламович (Ignacy Ablamowicz), хімік Стефан Зенович (Stefan Zienowicz), філолог Максиміліан Якубович (Maksymilian Jakubowicz), викладач римського права Олександр Міцкевич (Aleksander Mickiewicz) — брат Адама Міцкевича, а також архітектор Франтишек Мехович (Franciszek Miechowicz). Тут також викладали такі професори, як Юзеф Коженьовський (Józef Korzeniowski), Юзеф Мікульський (Józef Mikulski), Вільбальд Бессер (Wilibald Besser), Антоній Анджийовський (Antoni Andrzejowski), Йосиф Осешковський (Józef Osieczkowski).
У 1830-х роках від Олександрівського костелу отримала свою назву вул. Костельна.
1858 року Леон Ідзіковський заснував на Хрещатику "Книжково-музичний магазин", який згодом став видатним культурним центром.
Київські поляки взяли активну участь у Січневому повстанні 1863 р., про що збереглися численні спогади. Зокрема у друкарні Києво-Печерської лаври таємну видавали польські прокламації. Як свідчать мемуари Tадеуша Бобровського, Київські Контракти, які відкрилися у лютому 1863 р., використали організатори польського січневого повстання для перемовин між собою та делегатами з-за кордону.
Значну роль в житті Києва відіграв Антоній Якса-Марцинківський (псевдо Новосельський) - автор численних есе з історії та досліджував часи Речі Посполити (Rzeczpospolitej). Черпав натхнення в фольклорі, який був предметом його досліджень, як знаного етнографа. Писав історичні романи, публікувався в місцевих газетах, в тому числі редагував польський журнал «Вінок» (Wieńcu).
На початку 70-х років Київ відвідав Наполеон Орда, і замалював тут кілька краєвидів.
1873 року Міхал Чайковський, після еміграції до Парижу та участі у Кримській війні на боці Туреччини, отримав амністію та поселився на короткий час у Києві на вул. Новоєлізаветинській (суч. Чикаленка), а потім на Хрещатику (будинок не зберігся). У Києві він публікував свої твори.
У зазначений період створено Байкове кладовище, спершу як лютеранське, потім католицьке, а згодом, у зв'язку з будівництвом Новопечерської фортеці, об’єднане з перенесеним з Печерська православним кладовищем.

## На зламі ХІХ/ХХ ст.

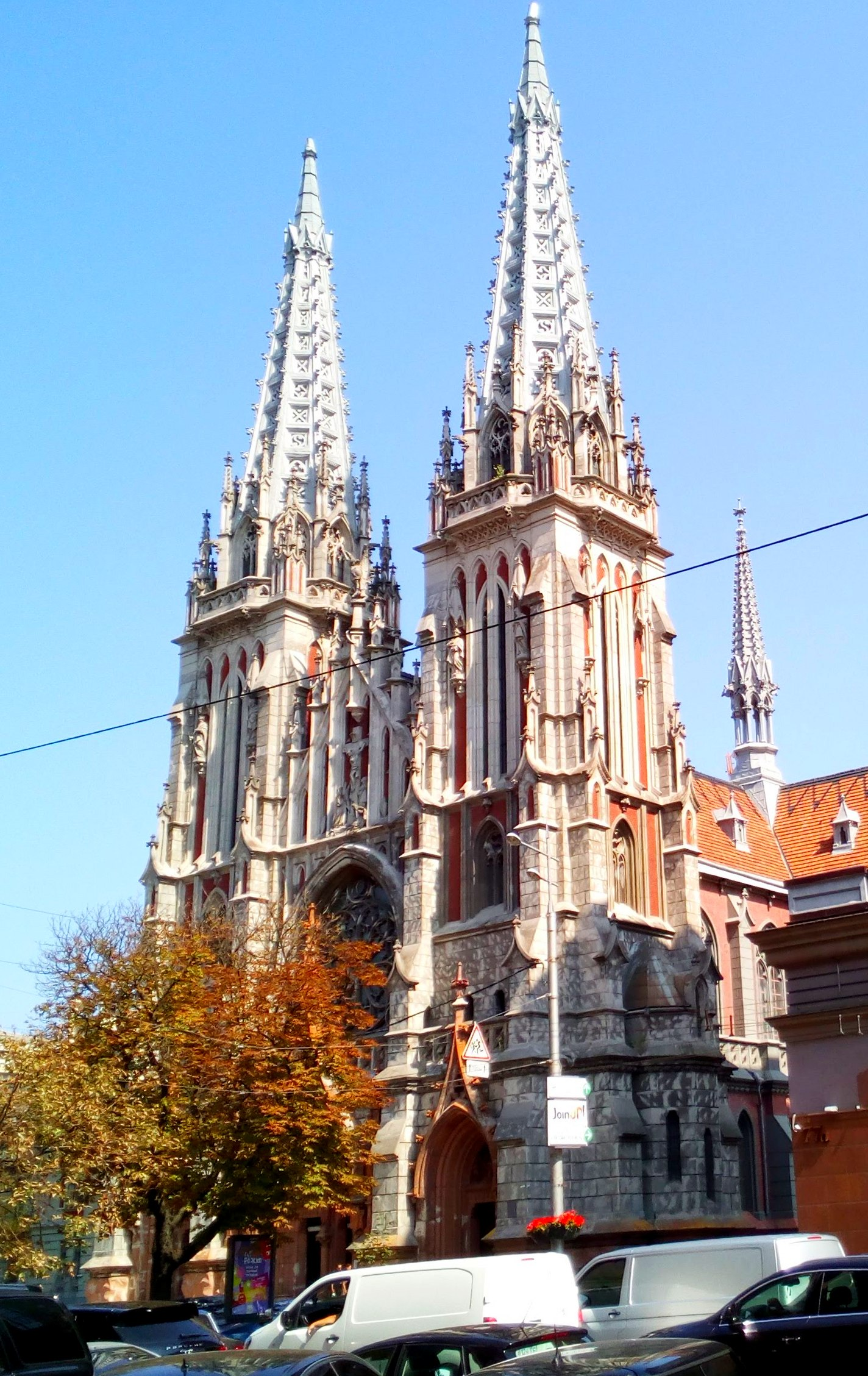
Київський костел св. Миколая. Роботами по його зведенню керував В. Городецький.

Новий наплив поляків до Києва розпочався під час будівельного буму на переломі ХІХ та ХХ ст. В цей час в Києві мешкало 17 тис. поляків, а в 1909 р. це число зросло до 44 тис. Поляки займали також багато важливих посад, а Йосиф Йосифович Завадський (Józef Zawadzki) навіть був міським головою. Він походив з Вільна, орендував типографію університету св. Володимира та керував нею 30 років. Але найпомітніший слід в обличчі тогочасного Києва залишили архітектори, зокрема деякі польського походження: В. Городецький, І. Ледуховський та ін.
В 1899-1909 рр. на замовлення римо-католицької громади Києва збудований костел св. Миколая за проєктом студента Петербурзького інституту цивільних інженерів Станіслава Воловського. Виконавцем робіт запросили київського зодчого Владислава Городецького, який творчо переробив проєкт. Комітет будови костелу знаходився по вул. Прорізній, 13 (будинок не зберігся). Натомість вцілів будинок, в якому мешкав благодійний діяч Леонард Янковський, координатор побудови костелу Св. Миколая – вул. Прорізна, 9.
В 1895-1896 p. В. Городецький розробив проєкт “Південноросійського машинобудівного заводу” на вул. Жилянській, 107.
Наприкінці XIX ст. В. Городецький став одним з активних учасників розвитку Києва: він розробив проєкт нових вулиць у центрі міста на місці колишньої садиби Меринга (Миколаївської, Ольгинської, Мерінгівської та Нової), став автором кількох споруд на Миколаївській (сучасній Городецького) вулиці (будинок київського відділення Російського сільськогосподарського комісіонерства “Работник” та меблевої фабрики Й. Кімаєра). В будинку колишнього готелю «Континенталь» В. Городецький проєктував інтер’єри. За його проєктом був побудований будинок Л. Бендерського – повних шість поверхів на вул. Великій Васильківській, 25. До 1897-1898 pр. належить проєкт В. Городецького надбудови і добудови старого двоповерхового будинку для страхового товариства «Россия» на розі вул. Хрещатика і Прорізної.
В 1898-1902 рp.  на вул. Ярославів вал, 7 за проєктом В. Городецького побудована караїмська кенаса. До 1897-1898 pр. належить проєкт надбудови і добудови старого двоповерхового будинку для страхового товариства «Россия» на розі Хрещатика і Прорізної. Найвиразнішим будинком В. Городецького є його власний будинок (будинок із химерами) по вул. Банковій, 10.  Під час київської сільськогосподарської і промислової виставки 1897 p., влаштованої на схилах Черепанової гори увагу привертали два проєкти Городецького – павільйони графів Потоцьких. Саме проєкт В. Городецького визнали кращим, коли московський архітектор Бойцов відмовився від роботи над проєктом міського музею старожитностей і мистецтв - сучасного Національного художнього музею України. В. Городецький вважається також автором низки склепів на Байковому кладовищі Києва, звів склеп Лелявського на цвинтарі Видубицького монастиря а також склеп Козакевичів на цвинтарі у Пуща-Водиці. В. Городецький був не тільки архітектором, він також виступав в іпостасі модельєра жіночих суконь, декорацій та костюмів для театру Соловцова.
В 1898 р. у Києві на Куренівці діяв завод “Фор”, зведений в 1898 р. за проєктом В. Городецького (вул. Кирилівська, 102). Він належав цьому архітектору, який активно застосовував та рекламував новий на той час будівельний матеріал.

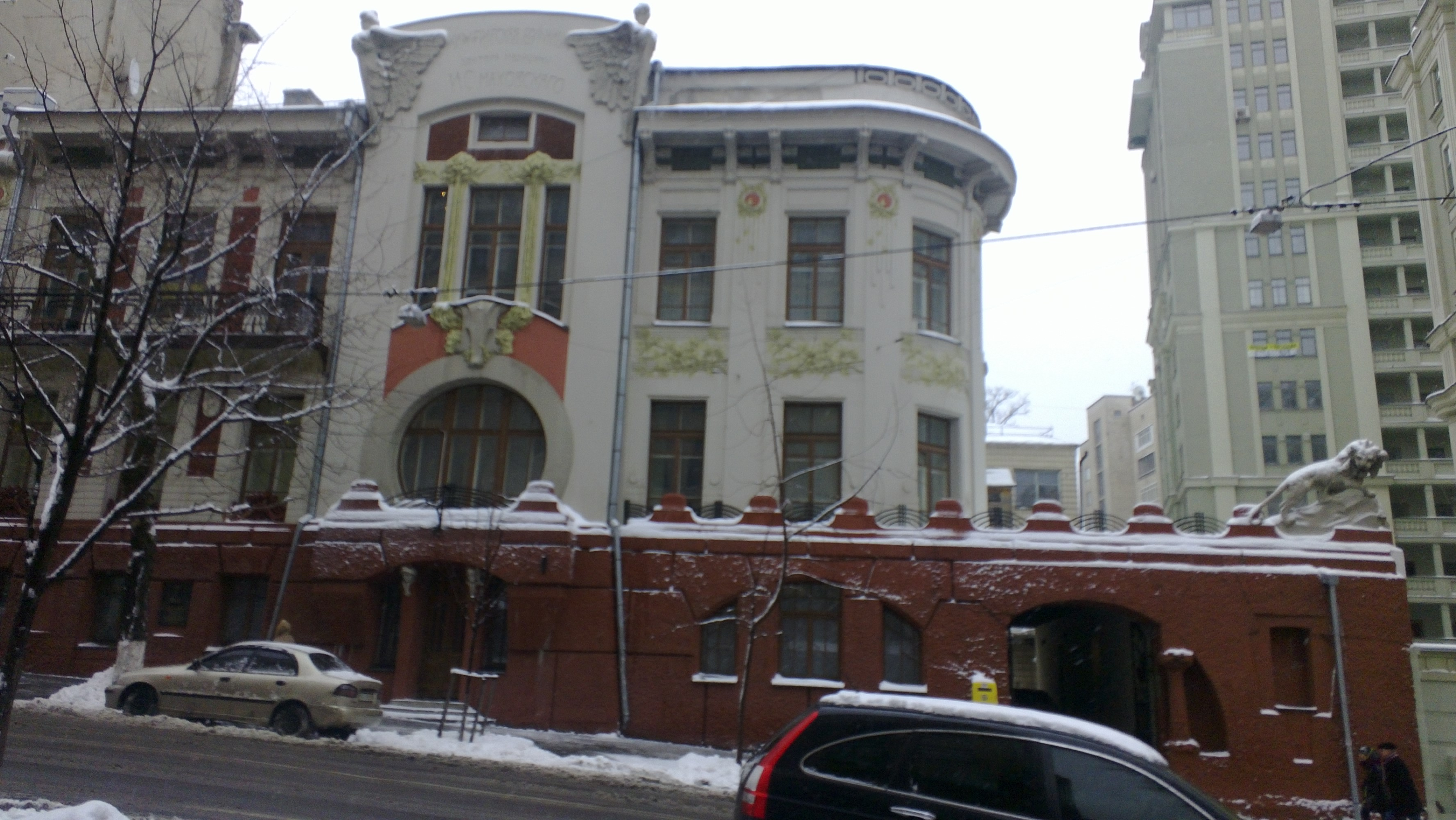
Клініка Качковського на вул. О. Гончара, 33

В Києві збереглася низка будинків архітектора Ігнація Казимировича Лєдуховського: особняк з хірургічною клінікою доктора медицини П. Качковського на вул. Гончара, 33, прибуткові будинки на вул. С. Петлюри, 8 (поч. ХХ ст.) та вул. Назарівська, 19 (1907-1911) та вул. Назарівська, 21 (1910-1911).
Проєкт нового костела св. Йосипа, розроблений ще одним архітектором польського походження Каролем Іваницьким, що був дієцезіальним архітектором, був поданий на затвердження 1910 р. як проєкт римсько-католицької каплиці у садибі Кароліни Ярошинської на вул. Юрківській, 1 (наріжна частина садиби пізніше відокремилася, й у К. Ярошинської залишилася ділянка № 3, друга від рогу вул. Кирилівської). Проєкт затверджено лише наприкінці 1913 р. Того ж року храм заклали. Костел мав еклектичні риси з елементами псевдороманського стилю, був асиметричним, з майже 40-метровою вежею. Будівництво зупинила Перша світова війна, хоча у споруди вже був зведений гранітний цоколь. За проєктом К. Іваницького побудовано також корпус фабрики будівельної кераміки Й. Анджейовського на вул. Кирилівська, 64 (1896 р.). Цей архітектор збудував також прибутковий будинок на вул. Богдана Хмельницького, 32.
В 1910-1912 рр. на гроші відомого цукрозаводчика Лазаря Бродського було збудовано Бессарабський ринок, який спроєктував поляк Генрік Ґай. У Києві працював також Валеріан Куліковський. На вул. Лисенка, 6 знаходиться будинок управління Південно-Західної залізниці спроєктований ним. Зберігся також будинок по вул. Михайлівська, 15, в якому мешкав цей архітектор.
У Києві того часу мешкали та творили численні діячі польської культури. В будинку по вул. Заньковецької, 8 діяв польський театр. У Києві в 1911-1920 рр. мешкала на вул. Столипінській (Гончара), 43 польська театральна діячка Станіслава Висоцька. Вона організувала (1916 р.) та керувала польським експериментальним театром «Studio» на вул. Круглоуніверситетській, 10, де реалізувала нові сценічні ідеї. В 1919 р. вчила акторській майстерності у Театральній академії на вул. Золотоворітьській, 3. Зберігся будинок, де вона мешкала і бували Я. Івашкевич, Я. Станіславський.
Зберігся прибутковий будинок Ф. Міхельсона, де в 1891-1901 рр. розміщувалася малярська школи Миколи Мурашка, в якій навчався Казимир Малевич. В 1910-х р. він став приміщенням жіночої гімназії ім. Вацлави Перетякович, де навчали польської мови. Під час Першої світової війни у гімназії працював Януш Корчак.
1891-1901 р. було зведено (арх. М. Казанський) будинок по вул. Хрещатик 1 для великої концертної зали слов’янських пісень. Тут знімали приміщення польський клуб «Огниво» (закладений 1905 р.), Польський промислово-технічний клуб, знаходився «Новий Польський Театр».
У провул. Рильський, 10 знаходиться будинок польських шкіл та освітніх інституцій, побудований 1910 р. (арх. М. Артинов) для приватної гімназії М. Стельмашенка. В 1917-1918 р. тут містилася польська університетська колегія. На вул. Пушкінська, 11 розташовувалася Польська книгарня і наукова бібліотека.  Адресами редакції часопису «Дзеннік Київський» і польської друкарні  були  вул. Прорізна, ріг вул. Пушкінської, 1 та вул. Хрещатик, 36. Редакції часопису «Люд Божий» розташовувалася на вул. Костельна, 5. У Торговій школі (бульвар Тараса Шевченка, 14) діяло Польське студентське коло.  В будівлі суч. Жовтневого палацу функціонував Інститут Шляхетних пань, де навчалися і польки, у тому числі, дочка Міхала Чайковського. У Першій Київській гімназії (бульвар Тараса Шевченка, 14) вчилося багато польських діячів, зокрема В'ячеслав Липинський, Генрик Юзефський та поет Ксаверій Глінка.
У Другій Київській гімназії (бульвар Т. Шевченка, 18) вчився Болеслав Лесмян, потім учився також в Київському університеті св. Володимира. У Києві розпочалася його літературна діяльність у вузькому колі російських, польських та українських модернистів. Спочатку мешкав на вул. Паньківській, а з 1892 р. – на вул. Лисенка, 1. Зберігся будинок Четвертої київської гімназії, в якій вчився Я. Івашкевич – вул. Велика Васильківська, 96. Гімназія розташована поблизу від костелу Св. Миколая, що на той час притягало сюди поляків. У київській художній школі (вул. Бульварно-Кудрявська, 2) навчався Збігнєв Пронашко та інші польські художники.
В будинку по вул. Лютеранська, 1 знаходилася видавнича фірма Леона Ідзиковського (1827-1865). Тут також знаходився балетний клас «Центростудії», де навчала хореографії Броніслава Ніжинська. На іншому боці вул. Лютеранської знаходився будинок, де містилася фотографічна студія іншого відомого киянина-поляка – Влодзімежа Висоцького. У будівлі національної філармонії (давній будинок купецького зібрання - Володимирський узвіз, 1) концертували І.Й. Падеревський, К. Шимановський та скрипаль Павло Кохановський. У будинку оперного театру (вул. Володимирська, 50) перебував І.Й. Падеревський, працювала хореограф Броніслава Ніжинська, співак Беліна-Скупевський та ін.
Осередком польської культури служила садиба родини М. Добрачевського, потім – Р. Гавінського, 1858-1861 рр. (вул. М. Лисенка, 2). Тут 1900-1910 рр. проходили зустрічі польських літераторів.  У садибі київського літературно-артистичного товариства (вул. Рогнідинська, 1) якій влаштовувалися заходи на честь класиків польської літератури. В них брали участь поміж інших О. Глінка та Б. Лесмян. Почесними членами товариства були обрані Г. Сенкевич та піаніст та композитор А. Коницький. Культурним осередком був будинок (вул. Гончара, 24), в якому мешкав О. Глінка. Тут гостювали О. Яблоновський та письменник Ст. Пшебишевський. Кілька творів С. Пшебишевського було поставлено на сцені російського драматичного театру «Соловцов» (суч. Театр ім. І. Франка).
У Києві мешкав художник-символіст Вільгельм Котарбінський. Його розписи у Володимирському соборі – це, зокрема, композиції «Таємна вечеря» та «Вхід у Єрусалим» (разом з братами Свідомськими) у південному нефі, у північному – «Розп’яття» та «Суд Пілата», 4, 5 та 6 дні творіння, а також композиція «Преображення Господнє». Пензлю В. Котарбінського належать також розписи у будинках Терещенка та Ханенка, які гармонійно поєдналися з експонованими творами мистецтва.  Котарбінський спочатку мешкав у будинку готелю "Прага" на вул. Володимирській, 36 Пізніше перебрався до будинку родини Прахових (вул. Десятинна, 14), в якому мешкав також Михайло Врубель.
В будинку по вул. С. Петлюри, 10  громадський діяч Юзеф Хойновський 1899 р. організував приватний музей старожитностей (зібрання нараховувало понад 2500 експонатів). В 1901 р. колекція була подарована товариству Прекрасних мистецтв «Zacheta» у Варшаві (колекція збереглася).
Виходець з Варшави Франтишек Голомбек організував популярний у польській громаді готель і кав’ярню «François» – вул. Б. Хмельницького, 17, ріг вул. Володимирської, 47.
М. Подгурський, відомий підприємець, що був відзначений на київській сільськогосподарській та промисловій виставці 1897 р. збудував будинок відомий у Києві під назвою «Замок барона»  на перетині Театральній (нині вул. Лисенка) та Ярославового Валу.  Зберігся також будинок «ЮРОТАТ» колишнього «Южнорусского общества торговли аптекарскими товарами», заснованого у Києві 1881 р. Споруджено 1898-1899 рр. коштом аптекаря-поляка Адольфа Марцинчика за проєктом польського архітектора Олександра Хойнацького (вул. С. Петлюри, 16/108).
Збереглися 2 будинки, в якому мешкав В'ячеслав Липинський (Вацлав Липинський), – вул. Б. Хмельницького, 52; польський публіцист та громадський діяч Станіслав Стемповський, – вул. Б. Хмельницького, 30;
Тут також мешкали та працювали поляки-науковці та лікарі. У Київському політехнічному інституті вчився, а потім працював Войцех Алоїзій Свєнтославський. В тому ж інституті на агрономічному факультеті (старий корпус) навчався і видатний український діяч Холмщини – Антін Васинчук. На вул. Нестерівській (І. Франка), 34 мешкав Володимир Високович (1854-1912) - спеціаліст в галузі епідеміології та патоморфології, автор понад 80 наукових праць. В Києві практикував також доктор медицини Й.–Б. М. Гарлінський. Його прибутковий будинок в стилі модерн 1907-1908 рр. (арх. Й. Зекцер) на Ярославовому валу, 4 містив на першому поверсі водолікарню з пансіонатом “Квісісана”. В хірургічному і терапевтичному шпиталі на вул. Пушкінська, 22а, не тільки працювали поляки, але й діяло Польське лікарське товариство. Зберігся також будинок римсько-католицького шпиталю ім. Станіслава Сирочинського збудований та підтримуваний завдяки внескам та пожертвам польської громади (арх. К. Іваницький, 1913-1914). Названий на честь померлого філантропа, державного діяча Станіслава Сирочинського. Складався з хірургічного та терапевтичного відділів. Наразі будинок інституту нейрохірургії – вул. Майбороди, 32.
Серед заслужених киян слід згадати також Венантія Бурдзинського – незмінного секретаря Київського товариства любителів природи (розміщувалося на вул. Володимирська, 51). На честь В. Бурдзинського названо старі черешні та тополі на території зоопарка, оголошені пам’ятками природи місцевого значення.
1914 року на Куренівці Ксаверієм Владиславом Браницьким збудований цукрозавод. В садибі Інституту надтвердих матеріалів АН УРСР зберігся особняк Браницьких.
У зазначений період розвивається Байкове кладовище. До католицької польської частини на Новому кладовищі веде стилізована під костел готична брама з латинським написом на фасаді: «Благословенні померлі, що відішли до Бога». На Байковому кладовищі поховано видатних представників київської польської громади цього періоду: художник Вільгельм Котарбінський (Нове Байкове кладовище), мати київського поета та фотографа Володимира Висоцького, граф Маурицій Понятовський (Hr. Maurycy Poniatowski), професор Володимир Високович (Włodzimierz Wysokowicz), ксьондз Петр Жмигородський (Piotr Żmigorodzki) (1834-1910) – пробощ (настоятель) київської парафії, прелат Житомирської капітули, Ципріан Улашин (Cyprian Ulaszyn) – колишній маршалок Ліповецького полку, Феофіла Гівлінська-Скальська (Teofila z Giwlińskich Skalska) (1840-1924), Леон Ідзиковський (Leon Idzikowski), полковник Владислав Бірон (Władysław Biron) та ін.
У Києві існувала громада маріавітів – сектантського руху у римо-католицькій церкві, який виник 1893 р. у Польщі та знайшов підтримку у деяких католиків Києва.  У довіднику адрес за 1914 р. наводитися каплиця цієї секти за адресою вул. Бульварно-Кудрявська, 3.  Цікаво, що ця секта мала своє поле для поховання на Лук’янівському кладовищі, що стало другим після Байкового кладовищем, де ховали представників різних конфесій.

## В період перших визвольних змагань: 1917-1920 рр.
В 1918 р. польські частини у Києві під командою Є. Міхаеліса (командування знаходилося у будинку по вул. Пушкинська, 22а), під час повстання на Арсеналі в січні 1918 р. зберігали нейтралітет. Після відступу з Києва під напором більшовиків вони були роззброєні німцями.

1920 р. уряд Української Народної Республіки, що існувала лише в еміграції, погоджується з репрезентованою Ю. Пілсудським концепцією утворення федерації незалежних держав під керівництвом Польщі. Після укладання політичної та військової угод навесні 1920 р. відбувається похід на Київ. Політичним розрахунком компанії було пробудити українців до створення власної держави, яка стала б надійним буфером Польщі від агресивної Росії, все одно – якої: білої чи червоної.

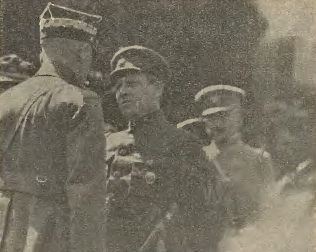
С. Петлюра розмовляє з Е. Ридз-Сміглим, Київ, 1920 р.

Під час польсько-українського походу на Київ навесні 1920 р. невеликі польські розвідувальні загони зайняли Київ без наказу і без контакту з супротивником. Компанія з 5-го  полку піхоти легіонів, що була розвідувальним відділом 1-ї бригади піхоти легіонів, досягнула Києва, який вже залишили більшовики, 7 травня о 16:00. Перед нею до міста увійшли розвідувальні відділи, а потім і весь 1-й полк сволежерів з 7-ї кавалерійської бригади. 8 травня 1920 р. після полудня до Києва ввійшла вся 1-ша дивізія піхоти легіонів, а також бригада Підгалянської піхоти з групи полковника Ю. Рибака. Залізничний вокзал зайняла частиною своїх сил 15-та дивізія піхоти. До вечора 8-го травня 3-тя польська армія всіма своїми силами вийшла на лінію Дніпра..
Генерал Е. Ридз-Смигли наказав, щоб окремі частини зайняли наступні частини фронту: група полковника Ю. Рибака – район Вишгорода, Пуща-Водиці та Куренівки, 7-ма бригада кавалерії з виділенням 1-го полку сволежерів, який залишався у Києві, – район Лютіжа. 1-ша дивізія піхоти легіонів займала Київ. У місті розміщувалася також 6-та українська дивізія. Таким чином, майже всі сили 3-ї армії були сконцентровані у Києві та його околицях. Зважаючи на велику концентрацію військ, генерал Е. Ридз-Смигли наказав провести урочистий парад центром Києва. Він був розрахований, головним чином, на психологічний ефект і мав показати киянам силу польської зброї.
Поляки одразу сконцентрували всю артилерію на крутих берегах Дніпра, зокрема, на кручах царського саду. Артилерія мала полегшити захоплення мостів та Задніпров’я. Протягом 9 травня 1920 р. поляки захопили мости на Дніпрі та плацдарм на лівому березі Дніпра, що забезпечило місто від обстрілів з лівого берега.
У складі союзних частин діяла також 7-а ескадрилья ім. Т. Костюшка, заснована американськими пілотами, які добровільно визвалися воювати за Польщу. Над Корчуватим та Жуковим островом розгорталися повітряні бої. Пілоти ескадрильї не пропускали червоних пілотів, які, злітаючи у Ржищеві та Черкасах, намагалися бомбити Київ.
У колишньому особняку купця Маркуса Зайцева на вул. Грушевського, 20/1 під час опанування Києва 1920 р. мешкав польський командувач Е. Ридз-Смигли з дружиною.
5 червня на Україні 1-ша кінна армія С. Будьонного прорвала фронт і змусила поляків відступити з Києва. Відступаючи, поляки з метою загальмувати переправу головних сил червоних через Дніпро у червні 1920 р. зруйнували всі київські мости. Ланцюговий міст було висаджено у повітря 11 червня, а у ніч на 12 червня було спалено Наводницький міст. 12 червня до Києва знову увійшли червоні.
У Києві збереглося поховання польських легіонерів на Байковому цвинтарі (координати 50.416910°, 30.500270°, ділянка 47а). Польські вояки були поховані на околиці тодішнього кладовища, внаслідок чого утворився окремий військовий цвинтар, де спочивало більше 100 чоловік.

## У передвоєнному радянському Києві: 1921-1941 рр.
Не дивлячись на переслідування та численну еміграцію, після відступу з Києва в 1920 р. польсько-українських військ в складі київського населення все ще залишалися поляки. Згідно перепису населення в 1923 р., в місті проживали представники 66 національностей. Серед них були 102 тисячі українців (27%), 145 тисяч росіян (34%), 129 тисяч євреїв (31%) та 12 тисяч поляків (3%).
До 1920-х рр. відноситься згадка про ще один римо-католицький храм – каплицю св. Ігнатія Лойоли. Вона стояла у приватній садибі на Шулявці, на колишній вул. Провіантській, 8. Споруда не збереглася.
Завдяки тому, що частина поляків залишилась у місті та заангажувалася на боці нової влади, життя поляків у місті тривало у міру нормально аж до кінця 20-х рр. Про це свідчить функціонування кількох середніх шкіл і одного педагогічного ліцею. У Києві у той час навчалося біля 3 тис. поляків. З початком сталінських репресій поляки, як і українці, перестали декларувати свою національну приналежність.
Загалом у культурному житті поляків Правобережної України 1920–1930-ті рр. яскраво простежуються дві тенденції:
1. офіційна радянська, яка передбачала з метою залучення польського етносу до „соціалістичного будівництва” створення широкої мережі польських хат-читалень, лікнепів, бібліотек;
2. неофіційна, напівлегальна, яку представляли католицькі священики, члени релігійних братств (терціяри, гонорати, товариства „Ружі” та інші організації), які намагалися зберегти традиційну польську етнічну культуру.

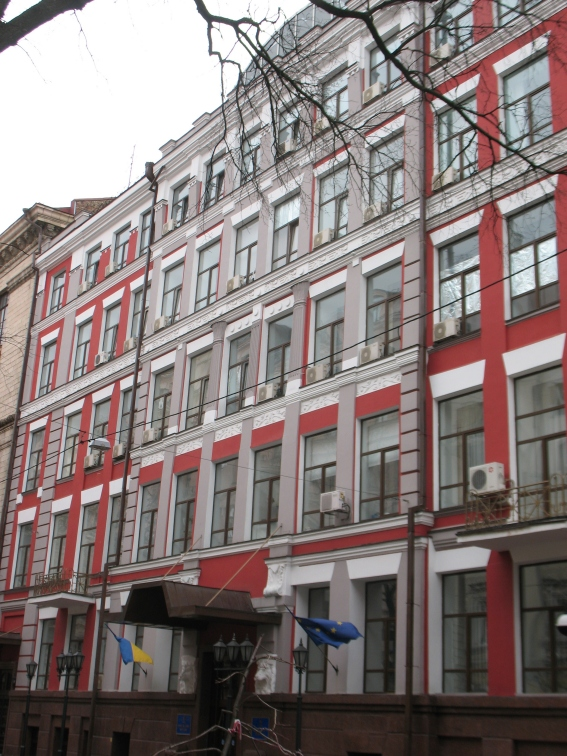
Будинок по Рильському провулку, 10, в якому розташовувалися Польський педагогічний інститут, Польський педагогічний технікум ім. Фелікса Кона, середня (польська) школа № 11 та Державна польська бібліотека. Фото 2013 р.

Ці дві течії суперечили одна одній і боротьба між ними проходила через усю історію поляків Радянської України міжвоєнного періоду. Велику роль у культурному житті поляків Радянської України відігравали Польська центральна бібліотека у Києві та польська драматична студія під керівництвом видатного польського діяча культури В. Вандурського, яка проводила вистави у різних регіонах УРСР, у тому числі, і на Волині).
У січні 1932 р. було відкрито польський педагогічний інститут. Навчальний заклад постав на базі Польського інституту соціального виховання, який розгорнув свою діяльність у січні 1931 року. Розташовувався разом з Польським педагогічним технікумом ім. Фелікса Кона та середньою (польською) школою № 11 та Державною польською біблотекою по Рильському провулку, 10.
На початку 1930-х р. керівництвом Радянської України було прийнято чимало постанов, в яких мова йшла про необхідність покращення культурно-освітнього обслуговування поляків Правобережної України, а особливо її прикордонних районів. У цей час продовжувала діяти Державна польська бібліотека, а при ній було створено науковий відділ. В 1931 р. розпочав діяльність науково-дослідний інститут польської пролетарської культури при ВУАН на чолі з Б. Скарбеком, головним завданням якого була пропаганда марксизму-ленінізму серед поляків. Цього ж року на базі драматичної студії було створено Державний польський театр на чолі з директором В. Вандурським. Театр ставив п’єси польською, українською, російською мовами, часто гастролював у різних містах УСРР. Та 1933-1934 рр. каральними органами СРСР було сфабриковано справу так званої „Польської військової організації”. Чимало працівників та організаторів польського радянського культурного процесу опинились у в’язниці. Так, було репресовано Б. Скарбека – тодішнього директора Інституту польської культури, В.Вишневського – головного редактора „Глосу млодзежи”, Й. Заславського – директора Центральної польської бібліотеки. З середини 1930-х рр. Польський педагогічний технікум імені Ф. Кона опинився на межі виживання. Після 1935 р. було закрито Польський педагогічний інститут, Дім польської культури, Центральну державну польську бібліотеку України та Польський театр..
В 1935 р. на мапі Саперної Слобідки Києва зафіксовано також вулицю Польську яка розміщувалася поруч з вулицями Литовською та Кримською. До нашого часу тут збереглася лише вул. Кримська.
У колишньому особняку купця Маркуса Зайцева на вул. Грушевського, 20/1 наприкінці 1920-х і до середини 1930-х pp. містилося консульство Республіки Польща, очолюване головою польської місії Адамом Рожковським.

## У період Другої світової війни: 1939-1945 рр.

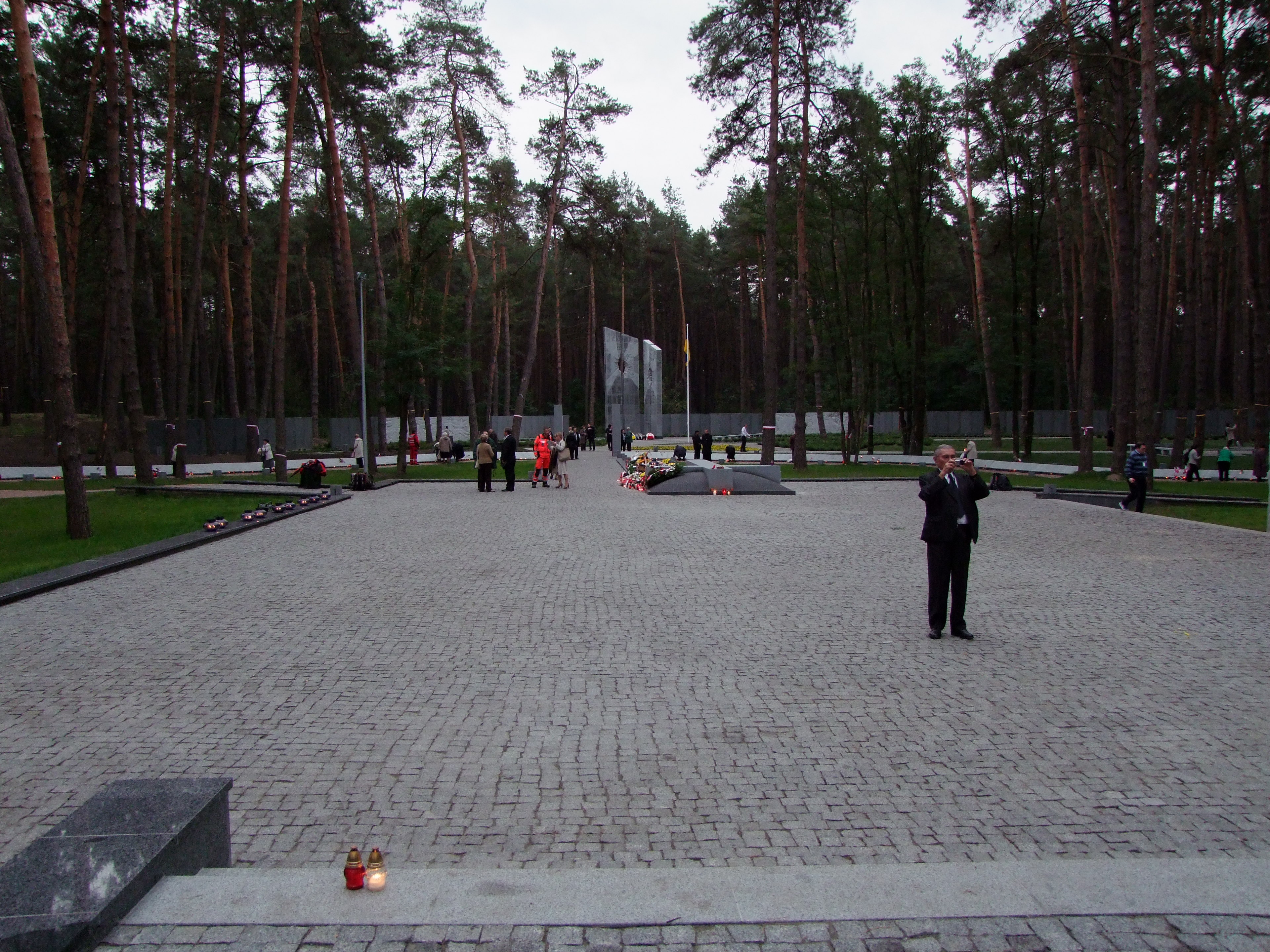
Польський військовий цвинтар в Биківні

Археологічно-ексгумаційні дослідження у Биківні розпочато 1989 р. на хвилі горбачовської гласності. Тоді проведено детальну ексгумацію, після закінчення якої влада СРСР визнала, що у лісі поховані особи, закатовані НКВС в 1937-1938 рр. Раніше ж повідомлялося, що тут поховані особи, вбиті німцями під час Другої світової війни. Пізніше з'ясувалося, що окрім знищеної радянською спецслужбою української інтелігенції, тут поховані також розстріляні після 1939 р. польські військовики. На цвинтарі у Биківнянському лісі у братських могилах спочивають 3435 польських громадян з Українського Катинського списку, закатованих 1940 р. НКВС. Польське військове кладовище у Биківні упорядковане 2011-2012 р. з ініціативи Ради Охорони Пам’яті Боротьби та Мучеництва.
28 листопада 2011 р. президенти України та Польщі досягнули домовленості про будівництво окремого польського меморіального комплексу у Биківні. Відкриття його відбулося 21 вересня 2012 р. за участі обох президентів та урочистих делегацій обох країн.
З 28.07.1941 р. у Києві на ремонті опинився колишній польський річковий монітор "Kraków" (1926)", включений до складу радянської Пінської військової флотилії як монітор "Смоленськ". З 07.08.1941 р. він був включений в Київську групу кораблів Дніпровського загону річкових кораблів Пінської військової флотилії для артилерійської підтримки лівого флангу Київського укріпленого району. Кораблі загону, головним чином, захищали від німецьких літаків переправи та мости. Проте інколи виникали артилерійські дуелі кораблів і німецької артилерії. 15 серпня 1941 р. монітор «Смоленськ» зайняв вогневу позицію у затоці Шуляговка, напроти с. Віта-Литовська, зайшов у фланг німецькій далекобійній батареї та подавив її.
Доля пов’язала з Києвом і деякі інші колишні польські судна.

Через Київську Гавань Особливого Призначення – базу Дніпровського ЗРК і бої під Києвом пройшли також «екс-польські» бронекатери. Після вибиття німців з Києва в 1943 р. в гавані було знайдено кілька таких катерів, які були відремонтовані. Частину катерів було піднято з дна. Вони служили до 1945 р. З Києвом було пов’язано і експлуатацію трьох броньованих гвинтових екс-польських тральщика. В 1941 р. у гавані у зв’язку з відступом зірвано і штабний корабель «Прип’ять» (початково російський пароплав «Тетяна», згодом польський штабний корабель «Адмірал Серпінек»). В серпні 1944 р. на короткий час екс-польські та колишні радянські річкові кораблі знову опинилися у Києві, цього разу на Київському судноремонтному суднобудівному заводі. Монітори «Warszawa» – «Вітебськ», «Horodyszcze»-«Бобруйськ», Плавбаза «Березина», були підняті та доставлені до Києва. У зв’язку з неможливістю ремонту вони були здані «Главвторчермету» для розбирання на метал. А мінний загороджувач «Mątwa» – «Піна» був відновлений як баржа.

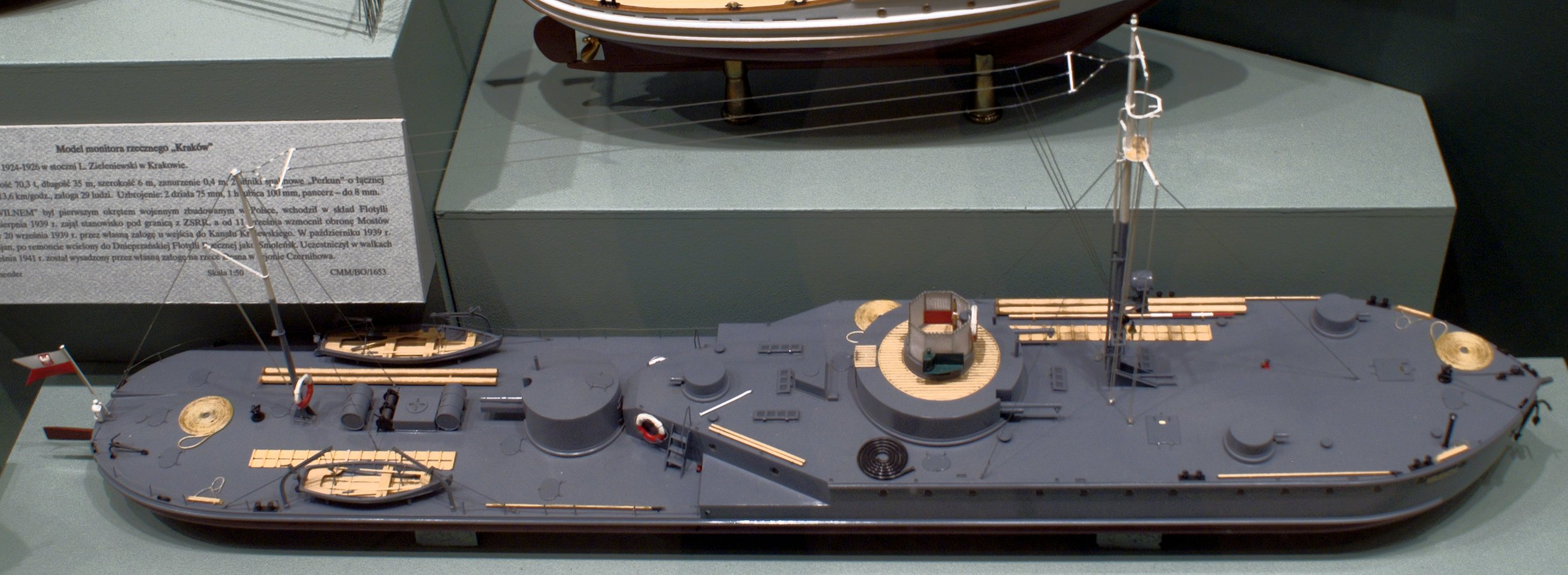
Модель монітору "Kraków" (1926)

Під час окупації німцями у Києві діяла добре організована конспіративна група, якою керував Людвік Полянський (Ludwik Polanski). У вигнанні нацистів Києва брала участь частина 1-ї Армії Війська Польського.
8 квітня 1944 р., вже після визволення Києва тут розігралася кривава Дарницька трагедія — в результаті раптового німецького авіаційного нальоту на станції Дарниця загинуло понад три тисячі людей. Серед загиблих були і зенітники 1-ї Польської армії. Після війни поховання жертв трагедії, зокрема поляків перенесли на Дарницьке кладовище, де було створено меморіал. У центрі меморіалу встановлена 85-мм зенітна гармата КС-12.

## У повоєнні роки: 1946-1990 рр.
Одразу після закінчення воєнних дій у Києві відкрито польське консульство. На початку своєї діяльності 1945-1946 р. воно займалося переважно справами репатріації поляків. Від другої половини 50-х р. ХХ ст. розпочалася діяльність з пропаганди польської культури у Києві. В 1958 р. організовано декаду польської культури. При цьому одним з гостей був Ярослав Івашкевич. З 1961 року Київ та Краків стали містами-побратимами.
У Києві було створено також Товариство радянсько-польської дружби, першим головою якого став видатний український поет польського походження Максим Рильський. Польсько-радянські заходи зазначеного періоду носили яскраво виражений офіційний характер і, на жаль, особливо не сприяли контакту між народами.
Спеціалізована польська бібліотека (вул. І. Франка 16/2) заснована 1952 р.
Єдиною католицькою парафією, яка продовжувала свою діяльність у 1969-1991 рр. був Воздвиженський костел і кармелітський монастир на Святошині по вул. Шепетівська, 2. Київські католики у післявоєнний час спочатку збиралися для богослужінь у приватному будинку на вул. Львівській у Святошині. В 1957 р. вони втратили цю можливість. Після тривалої боротьби за право мати свій храм їм було дозволено придбати або орендувати приватне приміщення на околиці міста для “молитовного будинку”, де і виник Воздвиженський костел.

Анотаційна дошка на вулиці Івашкевича в Києві

В даний період у  Києві з'явилися такі вулиці з польськими назвами як вул. Краківська  (з 1961 р.), вул. А.Міцкевича (з 1961 р.), вул. В. Василевської (з 1967 р.), вул. М.Коперника (з 1973 р.) та вул. Я.Івашкевича (з 1984 р.).
У 1971 р. в пам'ять про учасників повстання 1863 р. розстріляних в Київській фортеці на вході в Косий капонір було вікрито меморіальну дошку українською мовою.

## Сучасні польські сліди і громада: з 1991 р.
У Києві розміщуються посольство республіки Польща (вул. Ярославів Вал, 12), Польське консульство (вул. Б. Хмельницького, 60) та відділ сприяння торгівлі та інвестиціям посольства Польщі (вул. Володимирська, 45) .  

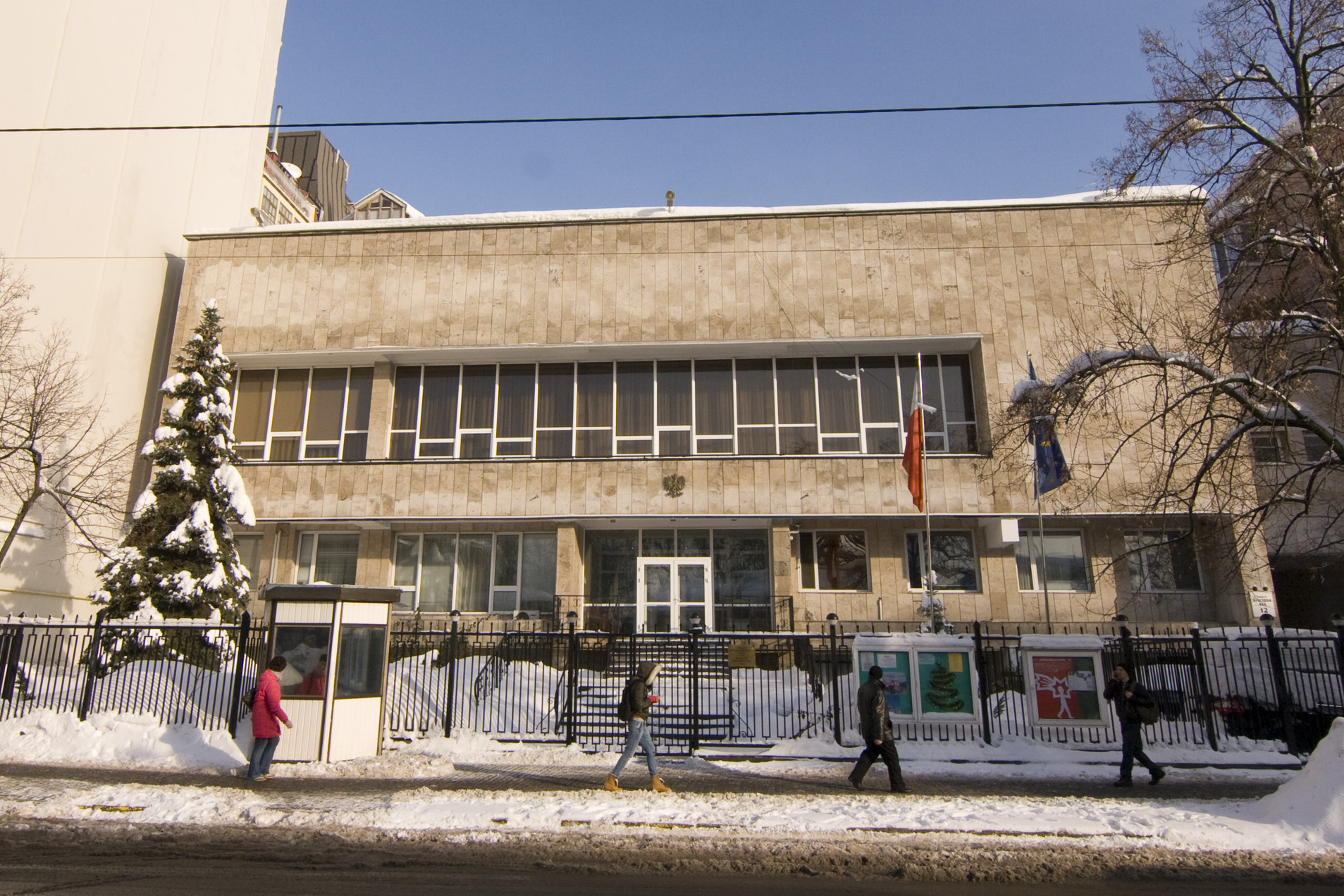
Посольство Польщі в Києві

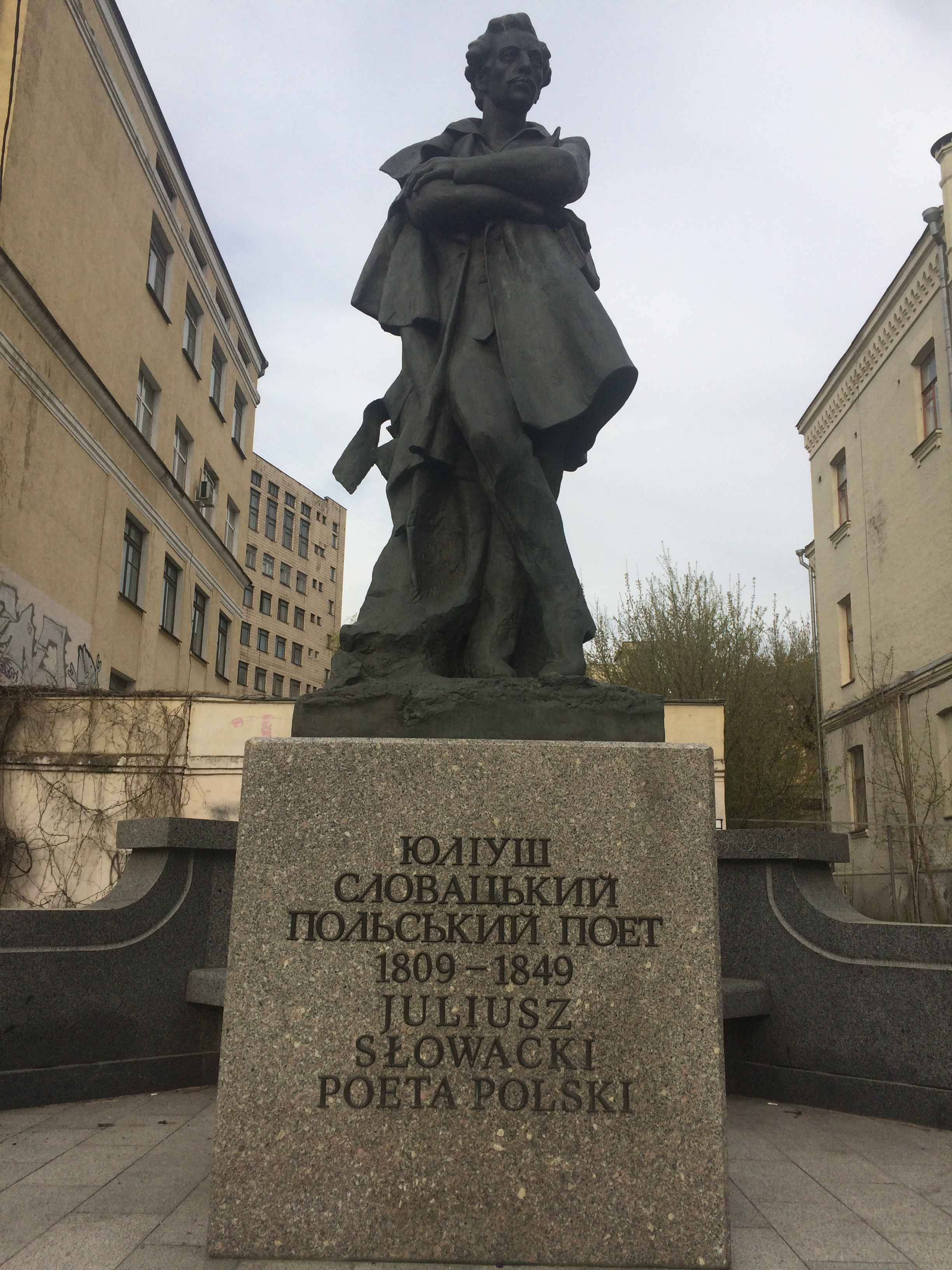
Пам'ятник Юліушу Словацькому у Києві

14 січня 1991 р. відновлено богослужіння у костелі св. Олександра. З 4 січня 1992 р. діє парафія і при костелі св. Миколая. Серед римо-католицьких парафій Києва, що існують на сьогодні, слід згадати також парафію на Воскресенському масиві (Воскресенський проспект, 1б). На лівому березі на Позняках знаходиться також парафія Успіння Пресвятої Діви Марії (вул. Срібнокільська, 4). Тут також розташовуються католицький медіа-центр та Радіо «Марія». На вул. Кучмин Яр, 1 діє громада вікентійців. На лівому березі діє також парафія Христа Царя Всесвіту отців палотинів – вул. Лохвицька, 46. У 2004 р. католицька громада св. Франциска, що поки що перебуває в одній з квартир на вул. Тимошенка, 29/279, отримала місце під будівництво храму. Проте храм поки що не збудовано.  На вул. Древлянській, 13 розташовується Інститут релігійних наук святого Томи Аквінського, де викладають домініканці.
В сучасному Києві діють федерація польських організацій в Україні, Польський дім (вул. Саксаганського, 99), Об’єднання польських вчителів в Україні, римо-католицьке товариство «Полонія», Союз поляків в Україні, Товариство польських журналістів, Товариство польських лікарів в Україні, Товариство польських вчених в Україні, "Wspólna Przestrzeń Polskości", Міжнародна спілка польських підприємців в Україні, а також Польський інститут.

У Києві також розташоване дипломатичне представництво Ватикану – нунціатура на вул. Тургенівська, 40. Тут розташовано пам’ятник Папі Івану Павлу ІІ.

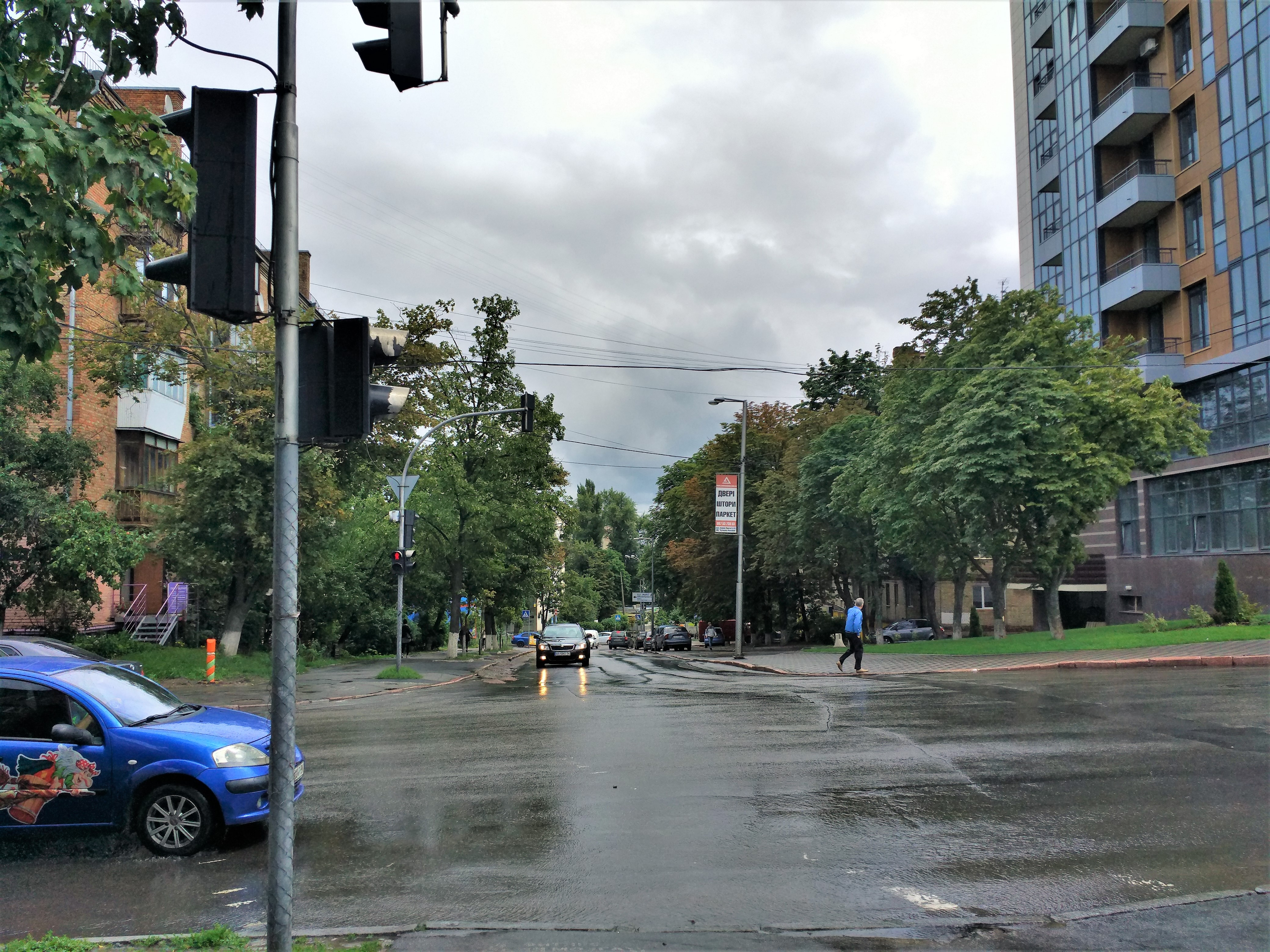
Вулиця Іоана Павла II в Києві

25 травня 1993 р. під час візиту президента Польщі Л. Валенси поблизу входу до Косого капоніру відкрито дошку з написом польською мовою. В 1997 р. з ініціативи дирекції музею «Київська Фортеця» між обома дошками був вмурований хрест з чорного граніту. Зараз в потерні капоніру розміщені також дошки з 811 прізвищами повстанців, а 2017 р. відкрито оновлену експозицію. Тут регулярно покладаються квіти у річниці повстання 1863 р. та на день Незалежності Польщі.  В Олександрівському костелі відкрито пам’ятні дошки на честь візиту Папи Івана Павла ІІ та отця Інфулата Теофіла Скальського, який був настоятелем парафії 1913-1926 рр. Пам'ятна дошка Івана Павла ІІ встановлена на стіні греко-католицької церкви-ротонди св. Миколая на Аскольдовій могилі. Найсвятіший отець відвідав храм 23 червня 2001 р. і молився перед копією ікони Зарваницької Богородиці. У 2012 р. біля костелу св. Миколая відкрито пам’ятник Ю. Словацькому. В 2017 р. за участі посла Польщі в Україні Я. Пєкло на бічному фасаді будинку по вул. М. Приймаченко, 2 було відкрито мурал з зображенням Івана Павла ІІ та інформаційну дошку з інформацією про нього.  В історичному музеї Кловського ліцею було створено експозицію присвячену Янушу Корчаку. В 2017 р. тут пройшли заходи присвячені пам’яті відомого педагога. В жовтні 2020 р. у Києві біля посольства Польщі було відкрито пам'ятник діячці солідарності Анні Валентинович.
У музеях та бібліотеках Києва сконцентровано велику кількість пам’яток матеріальної культури та мистецтва, що відносяться до польської історії. Важливе значення для польської громади Києва має бібліотека Національного університету «Києво-Могилянська академія», яка містить найбільш повний набір видань Польського літературного інституту (вул. Григорія Сковороди, 2); Центральний державний історичний архів України, в якому поміж іншим зберігаються польські архівні матеріали: метричні книги костелів  (вул. Солом’янська, 24); Бібліотека імені Адама Міцкевича (вул. Івана Франка, 16/2). Національний художній музей України містить колекцію портретів XVII-XVIII ст. (частина – це портрети магнатів та шляхти) (вул. М. Грушевського, 6). Польські пам’ятки наявні і у національному музеї історії України. Невелика експозиція присвячена католицьким монастирям та повсякденному життю католиків Києва наявна в музеї однієї вулиці на Андріївському узвозі.

## Топоніміка
У місті Київ є вулиці Адама Міцкевича, Коперника, Іоана Павла II, Архітектора Городецького, Єжи Ґедройця, Казимира Малевича, Януша Корчака, Вільгельма Котарбінського, Ярослава Івашкевича, Краківська та провулок Станіслава Лема.
Також запланована станція метро «Варшавська» на Виноградарі.
У Києві діє Бібліотека імені Адама Міцкевича.

## Видатні поляки Києва

### відвідували
- Адам Міцкевич - поет
- Іван Павло ІІ - папа римський та св'ятий римо-католицької церкви.
- Анджей Дуда - президент Польщі.

### мешкали
- Яцек Одровонж - місіонер домініканець;
- Йосип Верещинський - київський католицький єпископ руського походження;
- Михайло Чайковський - письменник і військовий діяч;
- Ярослав Івашкевич - письменник;
- Юзеф Ігнацій Крашевський - письменник;

### поховані
- Влодзімеж Висоцький - фотограф та письменник;
- Ванда Василевська - радянська польська діячка;
- Вікторія Радик - голова польського культурно-освітнього товариства "Згода".